# بوما
بوما (به لاتین: Boma) یک شهر در جمهوری دموکراتیک کنگو است که در کنگو مرکزی واقع شده‌است. بوما ۶۵ کیلومتر مربع مساحت و ۱۶۲٬۵۲۱ نفر جمعیت دارد و ۶۱ متر بالاتر از سطح دریا واقع شده‌است.
این شهر در نزدیکی رود کنگو قرار دارد و در حدود ۱۰۰ کیلومتر با اقیانوس اطلس فاصله دارد. این شهر محل صادرات الوار، موز و کاکائو است.
این شهر از سال ۱۸۸۵ تا ۱۹۲۶ پایتخت ایالت آزاد کنگو و کنگوی بلژیک بوده است.

## نگارخانه

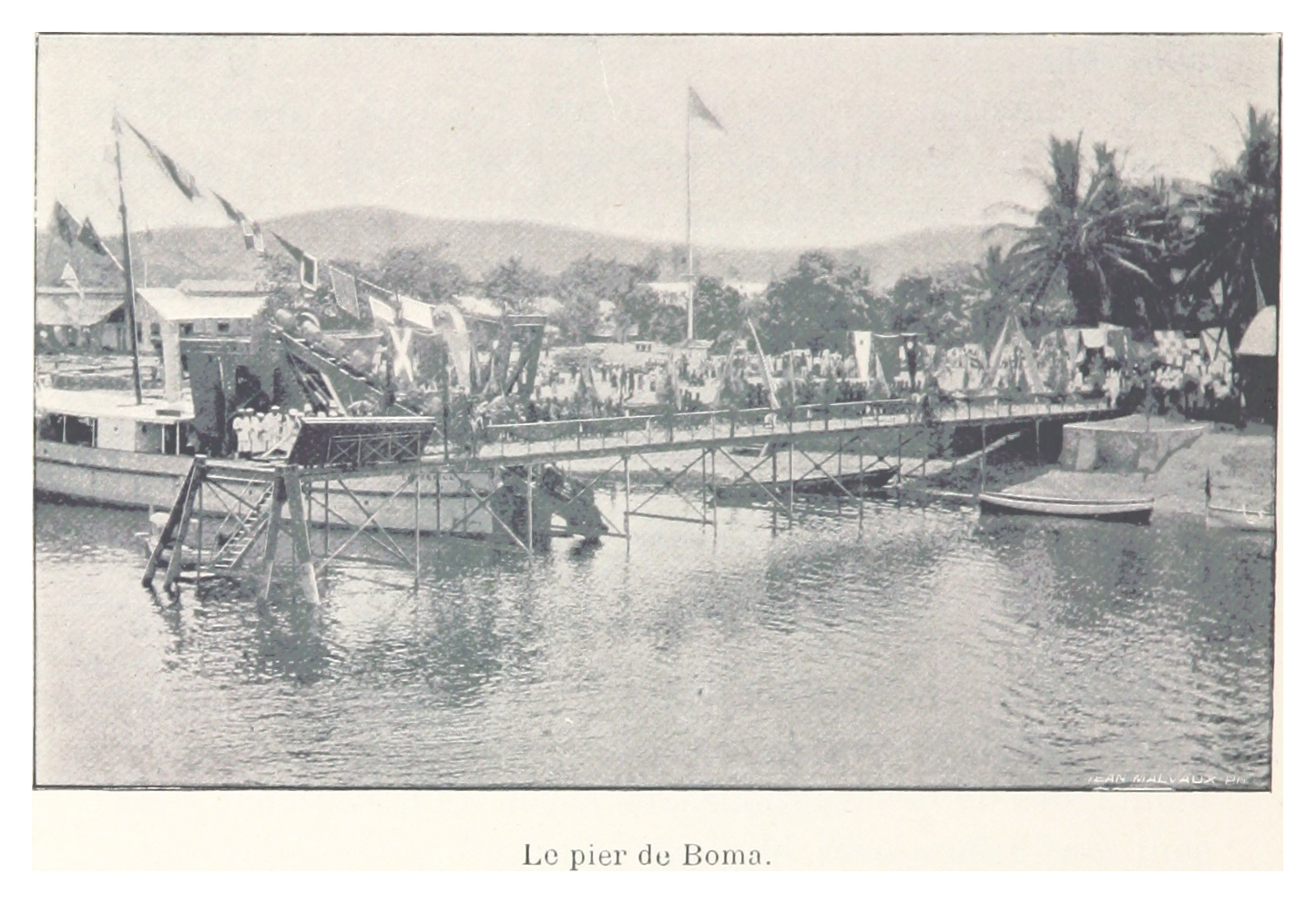
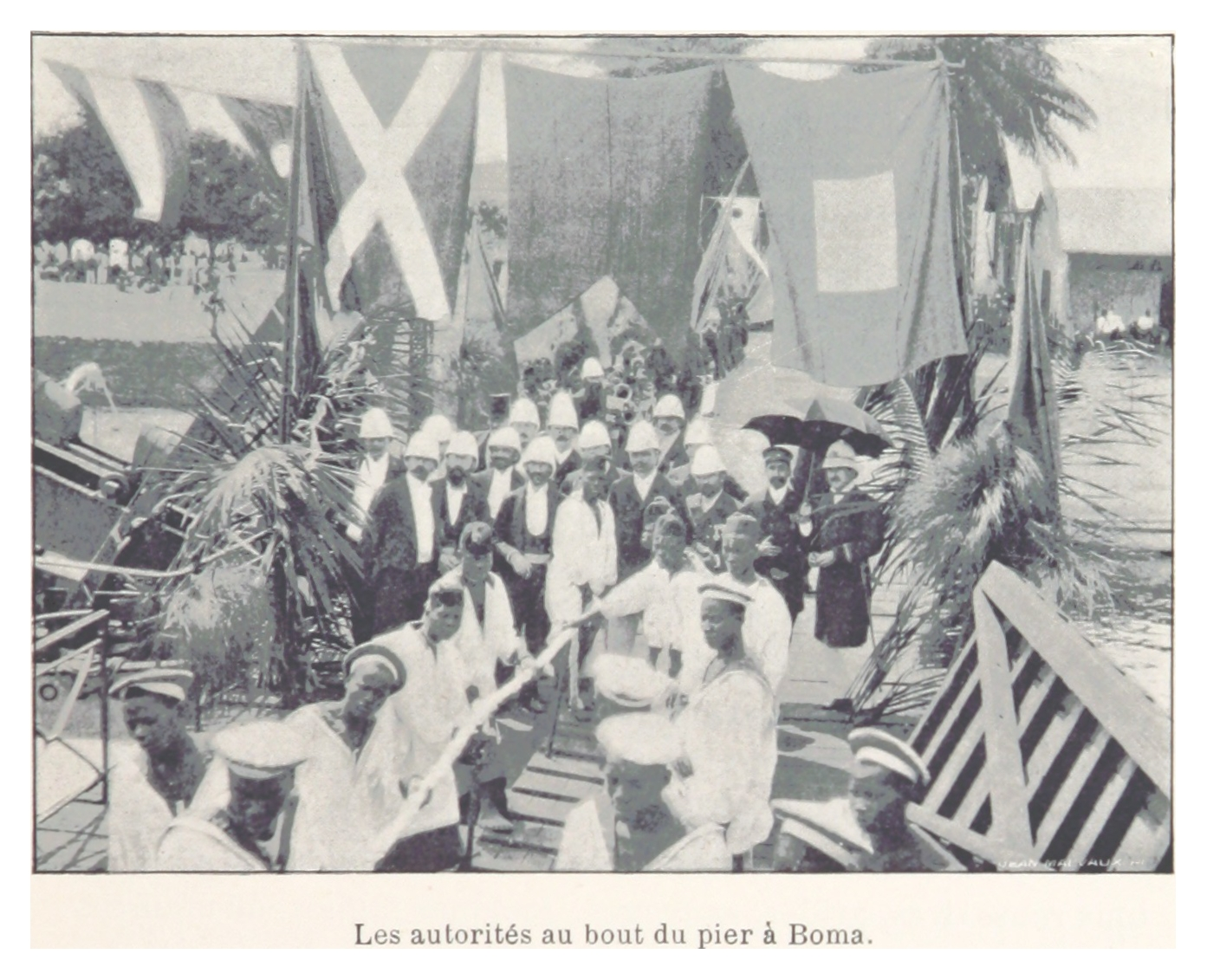
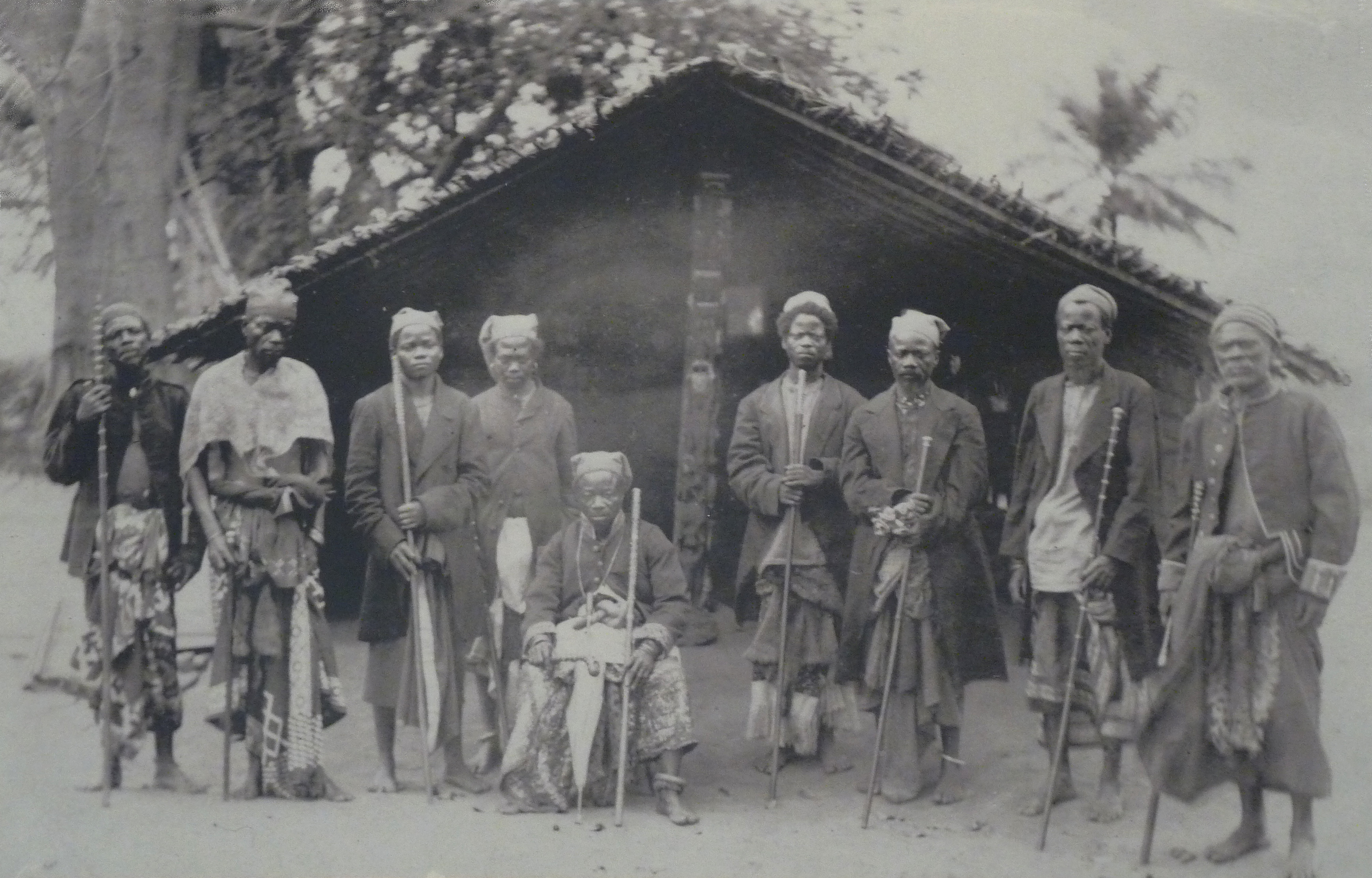
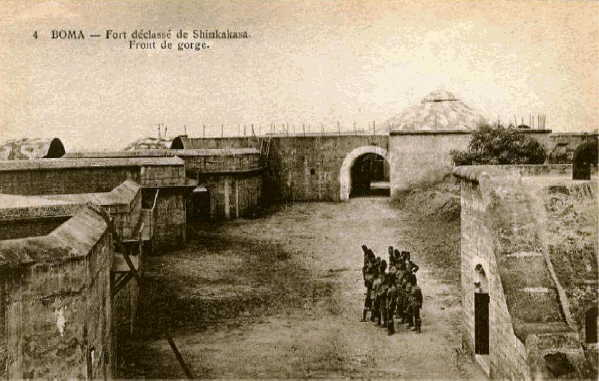
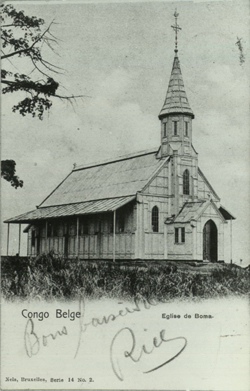
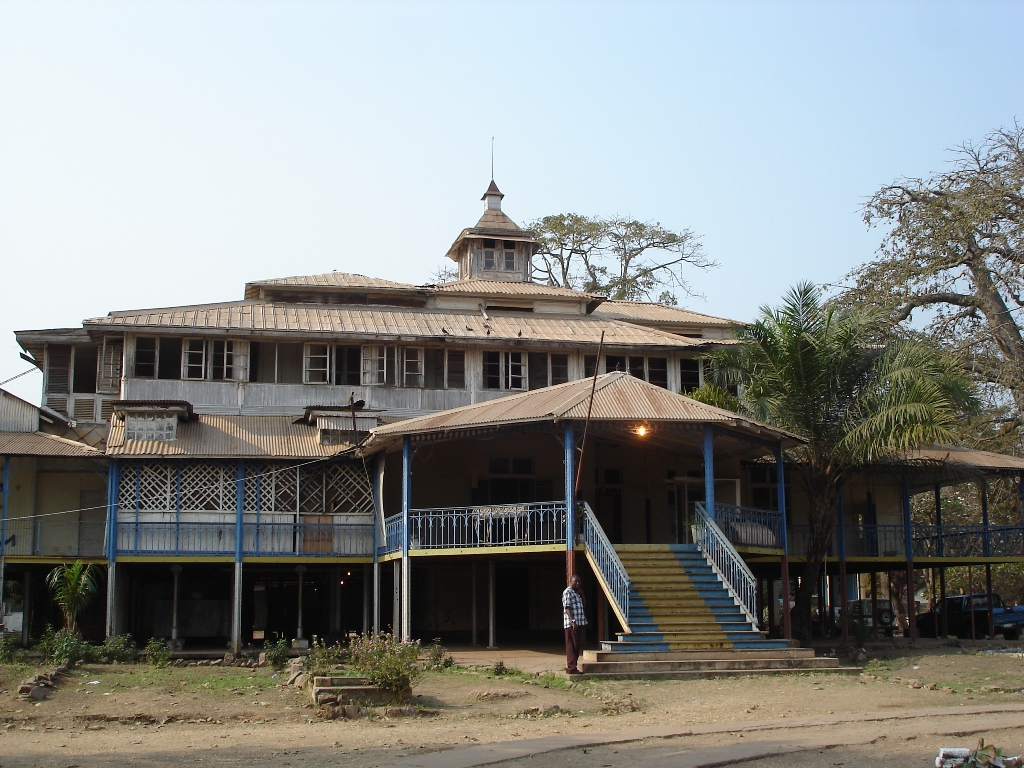
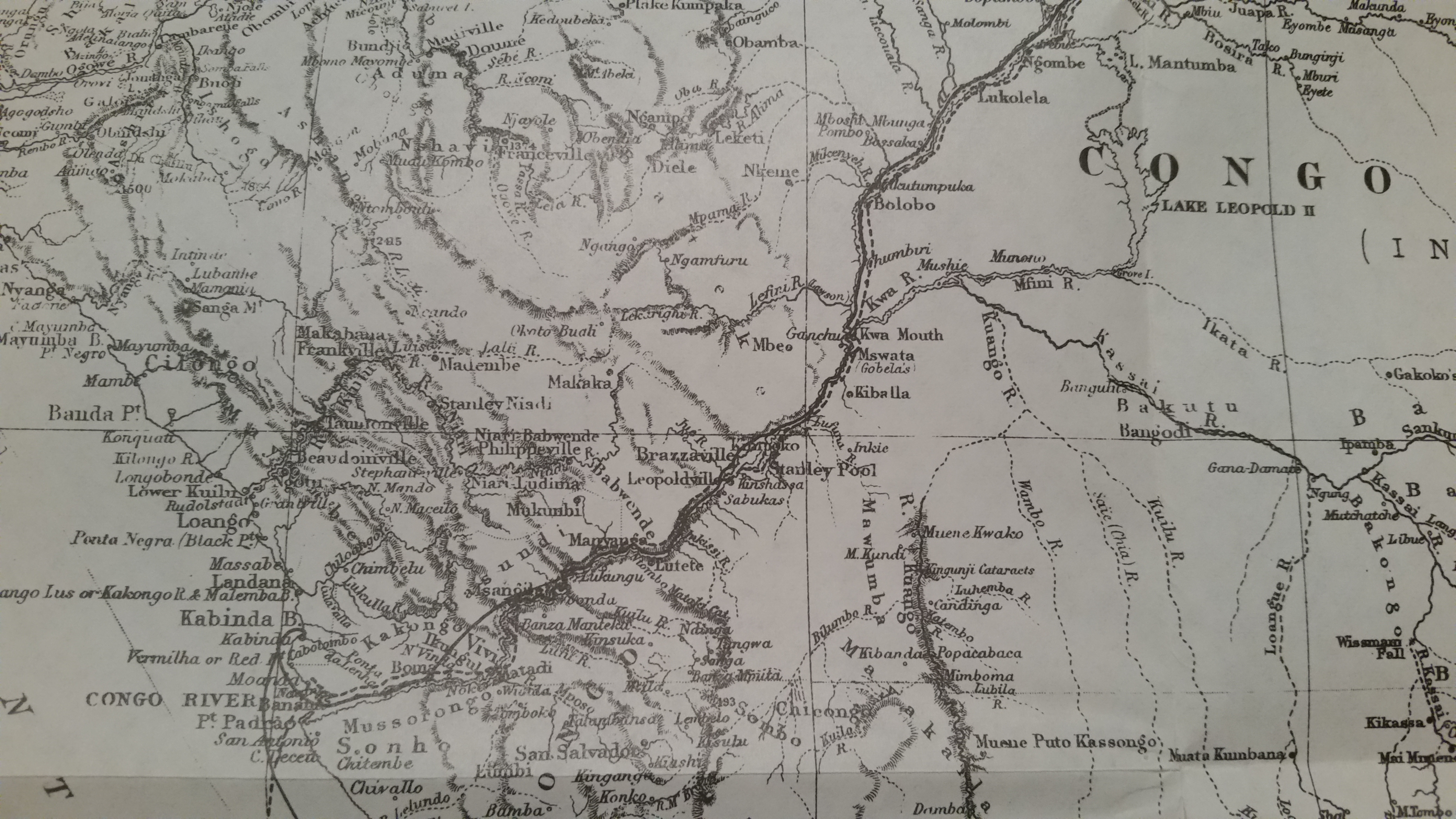